# 1968年イギリスグランプリ
1968年イギリスグランプリ (1968 British Grand Prix) は、1968年のF1世界選手権第7戦として、1968年7月20日にブランズ・ハッチで開催された。
80周で行われたレースはジョー・シフェールが勝ち、自身及びスイス人ドライバーにおけるF1初勝利を挙げた。シフェールの勝利により、プライベーターのロブ・ウォーカー・レーシングチームは通算9勝目でかつ最後の勝利を挙げた。

## 背景
この年は4月にジム・クラークがF2で、5月にマイク・スペンスがインディ500の練習走行で、6月にルドビコ・スカルフィオッティがヒルクライムで事故死したのに続き、前戦フランスグランプリでジョー・シュレッサーも事故で亡くなり、4ヶ月続けて現役F1ドライバーが命を落とした。イギリスのファンはクラークとスペンスの2人を失ったが、グラハム・ヒルがドライバーズランキング首位で本レースを迎え、参加した20台のうちヒルを含む7人のイギリス人ドライバーを応援した。
各チームとも可能な限り多くのダウンフォースを得るため、マシンに巨大なリアウイングが装着された。ホンダも本レースからRA301にウイングを装着した。

## エントリー
クーパーは、地元イギリス出身のロビン・ウィドウズをスポット起用し、レギュラーのルシアン・ビアンキがアルファロメオのスポーツカーレース用V8エンジンを搭載したT86Cを試走させた。エンジンの問題により欠場が続いたイーグルがサーキットに戻ってきた。

### エントリーリスト
| チーム                                                      | No. | ドライバー                     | コンストラクター | シャシー | エンジン                         | タイヤ |
| ----------------------------------------------------------- | --- | ------------------------------ | ---------------- | -------- | -------------------------------- | ------ |
| ブルース・マクラーレン・モーターレーシング                  | 1   | デニス・ハルム                 | マクラーレン     | M7A      | フォード・コスワース DFV 3.0L V8 | G      |
| ブルース・マクラーレン・モーターレーシング                  | 2   | ブルース・マクラーレン         | マクラーレン     | M7A      | フォード・コスワース DFV 3.0L V8 | G      |
| ブラバム・レーシング・オーガニゼーション                    | 3   | ジャック・ブラバム             | ブラバム         | BT26     | レプコ 860 3.0L V8               | G      |
| ブラバム・レーシング・オーガニゼーション                    | 4   | ヨッヘン・リント               | ブラバム         | BT26     | レプコ 860 3.0L V8               | G      |
| スクーデリア・フェラーリ SpA SEFAC                          | 5   | クリス・エイモン               | フェラーリ       | 312/68   | フェラーリ 242C 3.0L V12         | F      |
| スクーデリア・フェラーリ SpA SEFAC                          | 6   | ジャッキー・イクス             | フェラーリ       | 312/68   | フェラーリ 242C 3.0L V12         | F      |
| ホンダ・レーシング                                          | 7   | ジョン・サーティース           | ホンダ           | RA301    | ホンダ RA301E 3.0L V12           | F      |
| ゴールドリーフ・チーム・ロータス                            | 8   | グラハム・ヒル                 | ロータス         | 49B      | フォード・コスワース DFV 3.0L V8 | F      |
| ゴールドリーフ・チーム・ロータス                            | 9   | ジャッキー・オリバー           | ロータス         | 49B      | フォード・コスワース DFV 3.0L V8 | F      |
| オーウェン・レーシング・オーガニゼーション                  | 10  | ペドロ・ロドリゲス             | BRM              | P133     | BRM P142 3.0L V12                | G      |
| オーウェン・レーシング・オーガニゼーション                  | 11  | リチャード・アトウッド         | BRM              | P126     | BRM P142 3.0L V12                | G      |
| オーウェン・レーシング・オーガニゼーション                  | 12  | トニー・ランフランチ 1         | BRM              | P126     | BRM P142 3.0L V12                | G      |
| マトラ・インターナショナル                                  | 14  | ジャッキー・スチュワート       | マトラ           | MS10     | フォード・コスワース DFV 3.0L V8 | D      |
| クーパー・カー・カンパニー                                  | 15  | ビック・エルフォード           | クーパー         | T86B     | BRM P142 3.0L V12                | F      |
| クーパー・カー・カンパニー                                  | 16  | ロビン・ウィドウズ             | クーパー         | T86      | BRM P142 3.0L V12                | F      |
| クーパー・カー・カンパニー                                  | 17  | ルシアン・ビアンキ 2           | クーパー         | T86C     | アルファロメオ T33 3.0L V8       | G      |
| マトラ・スポール                                            | 18  | ジャン＝ピエール・ベルトワーズ | マトラ           | MS11     | マトラ MS9 3.0L V12              | D      |
| シャルル・ホーゲル・レーシング                              | 19  | シルビオ・モーザー             | ブラバム         | BT20     | レプコ 620 3.0L V8               | G      |
| レグ・パーネル・レーシング                                  | 20  | ピアス・カレッジ               | BRM              | P126     | BRM P142 3.0L V12                | G      |
| トム・ジョーンズ                                            | 21  | トム・ジョーンズ 1             | クーパー         | T86      | マセラティ 9/F1 3.0L V12         | G      |
| ロブ・ウォーカー/ジャック・ダーラッシャー・レーシングチーム | 22  | ジョー・シフェール             | ロータス         | 49B      | フォード・コスワース DFV 3.0L V8 | F      |
| ヨアキム・ボニエ・レーシングチーム                          | 23  | ヨアキム・ボニエ               | マクラーレン     | M5A      | BRM P142 3.0L V12                | G      |
| アングロ・アメリカン・レーサーズ                            | 24  | ダン・ガーニー                 | イーグル         | T1G      | ウェスレイク 58 3.0L V12         | G      |
| ソース:                                                     |     |                                |                  |          |                                  |        |

追記
- ^1 - エントリーのみ[7]
- ^2 - マシンが準備できず[7]

## 予選
ヒルがチームメイトの2番手ジャッキー・オリバーに0.5秒差を付けてポールポジションを獲得し、ロータス勢は3番手のクリス・エイモン（フェラーリ）とともにフロントローを占めた。ジョー・シフェール（ロブ・ウォーカーのロータス）はヨッヘン・リント（ブラバム）とともに2列目を、3列目はダン・ガーニー（イーグル）、ジャッキー・スチュワート（マトラ・インターナショナル）、ジャック・ブラバム（ブラバム）が占めた。

### 結果
| 順位    | No. | ドライバー                     | コンストラクター      | タイム | 差   | グリッド |
| ------- | --- | ------------------------------ | --------------------- | ------ | ---- | -------- |
| 1       | 8   | グラハム・ヒル                 | ロータス-フォード     | 1:28.9 | -    | 1        |
| 2       | 9   | ジャッキー・オリバー           | ロータス-フォード     | 1:29.4 | +0.5 | 2        |
| 3       | 5   | クリス・エイモン               | フェラーリ            | 1:29.5 | +0.6 | 3        |
| 4       | 22  | ジョー・シフェール             | ロータス-フォード     | 1:29.7 | +0.8 | 4        |
| 5       | 4   | ヨッヘン・リント               | ブラバム-レプコ       | 1:29.9 | +1.0 | 5        |
| 6       | 24  | ダン・ガーニー                 | イーグル-ウェスレイク | 1:30.0 | +1.1 | 6        |
| 7       | 14  | ジャッキー・スチュワート       | マトラ-フォード       | 1:30.0 | +1.1 | 7        |
| 8       | 3   | ジャック・ブラバム             | ブラバム-レプコ       | 1:30.2 | +1.3 | 8        |
| 9       | 7   | ジョン・サーティース           | ホンダ                | 1:30.3 | +1.4 | 9        |
| 10      | 2   | ブルース・マクラーレン         | マクラーレン-フォード | 1:30.4 | +1.5 | 10       |
| 11      | 1   | デニス・ハルム                 | マクラーレン-フォード | 1:30.4 | +1.5 | 11       |
| 12      | 6   | ジャッキー・イクス             | フェラーリ            | 1:31.0 | +2.1 | 12       |
| 13      | 10  | ペドロ・ロドリゲス             | BRM                   | 1:31.6 | +2.7 | 13       |
| 14      | 18  | ジャン＝ピエール・ベルトワーズ | マトラ                | 1:31.6 | +2.7 | 14       |
| 15      | 11  | リチャード・アトウッド         | BRM                   | 1:31.7 | +2.8 | 15       |
| 16      | 20  | ピアス・カレッジ               | BRM                   | 1:32.3 | +3.4 | 16       |
| 17      | 15  | ビック・エルフォード           | クーパー-BRM          | 1:33.0 | +4.1 | 17       |
| 18      | 16  | ロビン・ウィドウズ             | クーパー-BRM          | 1:34.0 | +5.1 | 18       |
| 19      | 19  | シルビオ・モーザー             | ブラバム-レプコ       | 1:35.4 | +6.5 | 19       |
| 20      | 23  | ヨアキム・ボニエ               | マクラーレン-BRM      | 1:36.8 | +7.9 | 20       |
| ソース: |     |                                |                       |        |      |          |

## 決勝
3戦連続でスタート時に小雨が降り、オリバーがヒルとシフェールをリードした。先頭を走るロータスは煙に巻かれ、4周目にオリバーはヒルに抜かれた。煙の道ができていたにもかかわらず、オリバーは2位にとどまった。しかし、27周目にヒルがリアサスペンションの故障でリタイアしたため、オリバーが首位に戻った。その後方でシフェールはエイモンと2位争いを繰り広げたが、オリバーからは徐々に離されていった。
イギリス人のオリバーが首位を快走して地元ファンを喜ばせたが、44周目にトランスミッションが壊れてマシンを止めるとシフェールが首位に立ち、プライベーターのロブ・ウォーカーが1961年ドイツグランプリのスターリング・モス以来7年ぶりの勝利を手にした。フェラーリのエイモンはレース終盤にタイヤの摩耗で優勝を逃し2位、1周遅れでチームメイトのイクスが3位となった。エイモンは「もしもマシンの後尾にもっと大きなウイングを付けていたら、フェラーリは勝てたに違いない」と語っている。その一方でジョン・サーティースのホンダ・RA301がレース途中でウイングの支柱にヒビが入り、34周目にウイングを吹き飛ばしてしまうアクシデントもあり（サーティースはその後、オーバーステアと格闘することになったが5位に入賞）、ウイングの巨大化は安全性に疑問を投げかけることになった。

### 結果
| 順位    | No. | ドライバー                     | コンストラクター      | 周回数 | タイム/リタイア原因 | グリッド | ポイント |
| ------- | --- | ------------------------------ | --------------------- | ------ | ------------------- | -------- | -------- |
| 1       | 22  | ジョー・シフェール             | ロータス-フォード     | 80     | 2:01:20.3           | 4        | 9        |
| 2       | 5   | クリス・エイモン               | フェラーリ            | 80     | +4.4                | 3        | 6        |
| 3       | 6   | ジャッキー・イクス             | フェラーリ            | 79     | +1 Lap              | 12       | 4        |
| 4       | 1   | デニス・ハルム                 | マクラーレン-フォード | 79     | +1 Lap              | 11       | 3        |
| 5       | 7   | ジョン・サーティース           | ホンダ                | 78     | +2 Laps             | 9        | 2        |
| 6       | 14  | ジャッキー・スチュワート       | マトラ-フォード       | 78     | +2 Laps             | 7        | 1        |
| 7       | 2   | ブルース・マクラーレン         | マクラーレン-フォード | 77     | +3 Laps             | 10       |          |
| 8       | 20  | ピアス・カレッジ               | BRM                   | 72     | +8 Laps             | 16       |          |
| Ret     | 4   | ヨッヘン・リント               | ブラバム-レプコ       | 55     | 燃料漏れ            | 5        |          |
| Ret     | 10  | ペドロ・ロドリゲス             | BRM                   | 52     | エンジン            | 13       |          |
| NC      | 19  | シルビオ・モーザー             | ブラバム-レプコ       | 52     | 規定周回数不足      | 19       |          |
| Ret     | 9   | ジャッキー・オリバー           | ロータス-フォード     | 43     | トランスミッション  | 2        |          |
| Ret     | 16  | ロビン・ウィドウズ             | クーパー-BRM          | 34     | イグニッション      | 18       |          |
| Ret     | 8   | グラハム・ヒル                 | ロータス-フォード     | 26     | ハーフシャフト      | 1        |          |
| Ret     | 15  | ビック・エルフォード           | クーパー-BRM          | 26     | エンジン            | 17       |          |
| Ret     | 18  | ジャン＝ピエール・ベルトワーズ | マトラ                | 11     | エンジン            | 14       |          |
| Ret     | 11  | リチャード・アトウッド         | BRM                   | 10     | ラジエーター        | 15       |          |
| Ret     | 24  | ダン・ガーニー                 | イーグル-ウェスレイク | 8      | 燃料ポンプ          | 6        |          |
| Ret     | 23  | ヨアキム・ボニエ               | マクラーレン-BRM      | 6      | エンジン            | 20       |          |
| Ret     | 3   | ジャック・ブラバム             | ブラバム-レプコ       | 0      | エンジン            | 8        |          |
| ソース: |     |                                |                       |        |                     |          |          |

ファステストラップ
- ジョー・シフェール - 1:29.7（42周目）

ラップリーダー
- ジャッキー・オリバー - 20周 (Lap 1-3, 27-43)
- グラハム・ヒル - 23周 (Lap 4-26)
- ジョー・シフェール - 37周 (Lap 44-80)

節目となった記録
- 出走100戦目[注 2] - ジャック・ブラバム
- 初ファステストラップ - ジョー・シフェール

## 第7戦終了時点のランキング
|         | 順位 | ドライバー               | ポイント |
| ------- | ---- | ------------------------ | -------- |
|         | 1    | グラハム・ヒル           | 24       |
|         | 2    | ジャッキー・イクス       | 20       |
|         | 3    | ジャッキー・スチュワート | 17       |
|         | 4    | デニス・ハルム           | 15       |
|         | 5    | ペドロ・ロドリゲス       | 10       |
| ソース: |      |                          |          |

|         | 順位 | コンストラクター      | ポイント |
| ------- | ---- | --------------------- | -------- |
|         | 1    | ロータス-フォード     | 38       |
| 1       | 2    | フェラーリ            | 25       |
| 1       | 3    | マクラーレン-フォード | 22       |
|         | 4    | マトラ-フォード       | 20       |
|         | 5    | BRM                   | 17       |
| ソース: |      |                       |          |

- 注:  トップ5のみ表示。前半6戦のうちベスト5戦及び後半6戦のうちベスト5戦がカウントされる。